# إيلي كيروز
إيلي كيروز (1959 -)، سياسي ومحامي لبناني. ينتمي إلى القوات اللبنانية، وهو مسؤول عن الإعداد الفكري فيها ومسؤول منطقة بشري منذ عام 1992. كان من ضمن الموقوفين الذين أوقفتهم قوى الأمن اللبنانية في أحداث أغسطس 2001 وذبك بسبب نشاطه السياسي في القوات المحظورة آنذاك، وقد أفرج عنه بكفاله في نوفمبر من نفس العام. انتخب بعام 2005 نائبًا في مجلس النواب اللبناني عن أحد المقاعد المارونية في دائرة الشمال الأولى، بينما انتخب بعام 2009 عن المقعد الماروني في دائرة بشري. وهو متزوج وله 4 أولاد.
تلقى دروسه الابتدائية في مدرسة راهبات العائلة المقدسة في بشري، والتكميلية في مدرسة بشري الرسمية، والثانوية في مدرسة الآباء الكرمليين، والمدرسة الأنطونية.
درس الحقوق في الجامعة اليسوعية وتخرج منها حاملاً إجازتها سنة 1982.
انتسب إلى نقابة المحامين في طرابلس، وأصبح محامياً في الاستئناف.